# Клаудиус, Эдуард
Эдуард Клаудиус (настоящая фамилия — Шмидт) (нем. Eduard Claudius; 29 июля 1911[…], Гельзенкирхен, Германская империя — 13 декабря 1976[…], Потсдам) — немецкий писатель
 и дипломат. Лауреат Национальной премии ГДР (1951).

## Биография
Родился в семье рабочего-каменщика. Продолжил профессию отца. С 1927 года участвовал в профсоюзной работе. Был корреспондентом газеты КП Германии «Ruhr-Echo». С 1929 по 1932 год путешествовал по Австрии, Швейцарии, Италии, Франции и Испании. В 1932 году вступил в члены Компартии Германии.
После прихода к власти в Германии нацистов был арестован в 1933 году. В 1934 году эмигрировал в Швейцарию. В 1934—1945 годах участвовал в антифашистской борьбе в эмиграции (Швейцария, Франция, Испания). Неоднократно арестовывался властями, был интернирован в лагеря Франции и Швейцарии. Во время Гражданской войны в Испании воевал в составе Интернациональных бригад. Был ранен, работал военным и культурным комиссаром. К концу гражданской войны в 1938 году был интернирован во Франции, оттуда ему удалось бежать в Швейцарию в 1939 году, где он временно скрывался в психиатрической больнице. Поскольку Э. Клаудиус находился в стране нелегально, его снова арестовали, и ему пришлось в 1939—1945 год провести в различных швейцарских трудовых лагерях. Благодаря вмешательству Германа Гессе и Альберта Эренштейна, ему удалось избежать депортации в Рейх.
Участник Второй мировой войны. В начале 1945 года сражался в партизанском отряде «Гарибальди» в Италии.
После окончания войны в 1945 году вернулся в Германию. С 1945 по 1947 год работал начальником пресс-службы баварского министерства по денацификации. В 1947 году принял участие в первом съезде немецких писателей в Берлине. В 1948 году переехал в советскую зону оккупации Германии и поселился в Потсдаме . Стал литературным сотрудником в издательстве Volk und Welt.
С 1956 года — на дипломатической работе. В 1948 году посещал СССР. С 1956 по 1959 год был генеральным консулом ГДР в Сирии, а с 1959 по 1961 год — послом ГДР в Демократической Республике Вьетнам.

## Творчество
В эмиграции в Швейцарии встретился с Хансом Мархвицей, который рекомендовал ему начать писать.
Э. Клаудиус — автор романов, сборников рассказов и репортажей, воспоминаний, драм. В центре его творчества — темы антифашистской борьбы и социалистического строительства в ГДР. Документальность, опора на реальные исторические события придают его прозе очерковый характер. Стал известен благодаря автобиографическому роману о гражданской войне в Испании «Зелёные оливки и голые горы» («Grüne Oliven und nackte Berge», 1945). Строительству социализма в ГДР посвящён роман «О тех, кто с нами» («Menschen an unserer Seite», 1951, рус. пер. 1953), который получил высокую оценку литературной критики ГДР и был опубликован в 1951 году, как яркий пример произведения социалистического реализма. Облик уходящей эпохи автор воссоздаёт в автобиографическом романе «Беспокойные годы» («Ruhelose Jahre», 1968). Среди других произведений Э. Клаудиуса роман «О любви нужно не только говорить» («Von der Liebe soll man nicht nur sprechen», 1957), сборник рассказов «Девушка „Лёгкое облако“» («Das Mädchen „Sanfte Wolke“», 1962), путевые очерки- воспоминания «Сирия» («Syrien», 1975).

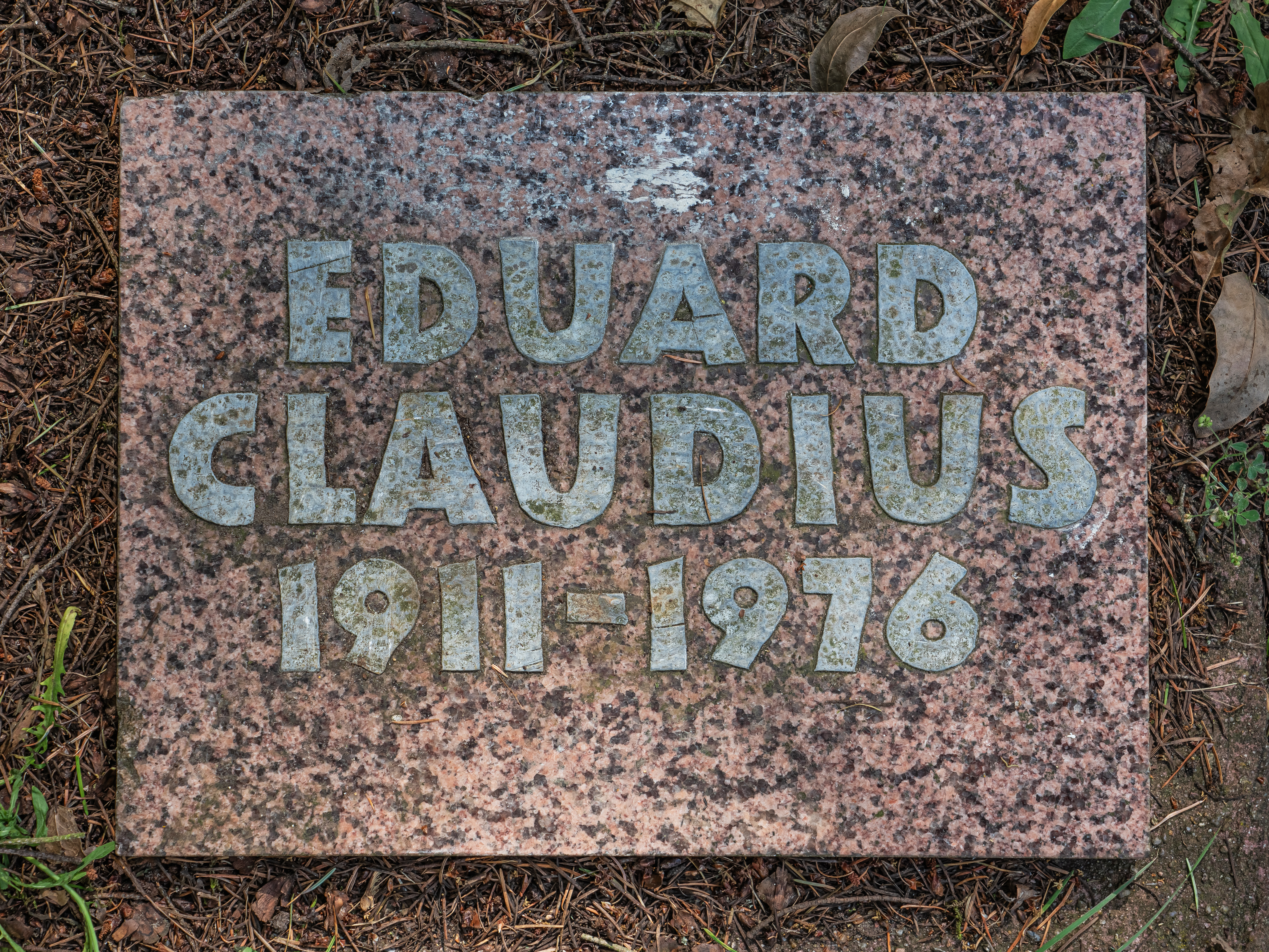
Надгробие Клаудиуса в Потсдаме

Член Союза писателей ГДР и его первым секретарь (1955—1957). С 1965 г. — член Немецкой академии художеств в Восточном Берлине, с 1967 по 1969 г. — её вице-президент.

## Награды и отличия
- 1951 — Национальная премия ГДР
- 1955 — Премия Теодора Фонтане в области искусства и литературы
- 1955 — Премия Объединения свободных немецких профсоюзов
- 1955 — Орден «За заслуги перед Отечеством» (ГДР) 2 степени
- 1976 — Орден «За заслуги перед Отечеством» (ГДР) 1 степени